# Dońska Republika Radziecka
Dońska Republika Radziecka (ros. Донская Советская Республика, Donskaja Sowietskaja Riespublika) – państwo utworzone przez bolszewików 23 marca 1918 na terenie Obwodu Wojska Dońskiego ze stolicą w Rostowie. Do połowy kwietnia funkcjonowało jako Republika Dońska. Formalnie istniało do 30 września 1918, faktycznie zaś do 4 maja 1918. Jej miejsce zajęła proklamowana 18 maja 1918 Republika Dońska (Wszechwielkie Wojsko Dońskie).

## Historia

### Utworzenie republiki

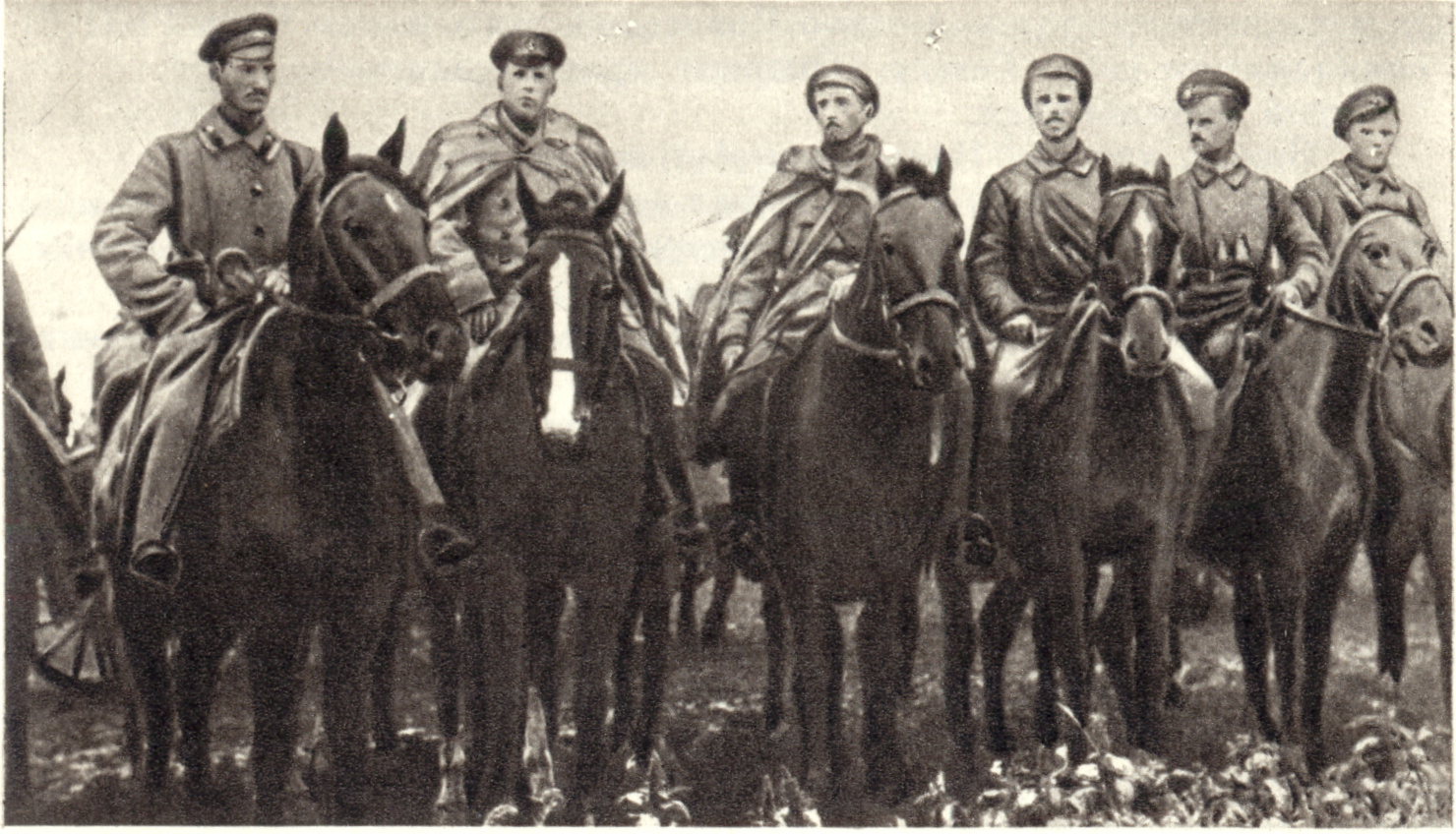
Oddział Czerwonej Gwardii dowodzony przez Rudolfa Siwersa, dowodzącego siłami czerwonych w Rostowie, faktycznie kontrolującego działania władz Dońskiej Republiki Radzieckiej

Po wyparciu z terenu Obwodu Wojska Dońskiego Armii Ochotniczej i oddziałów generała Kaledina, obwodowy komitet wojskowo-rewolucyjny ogłosił dekret o utworzeniu Republiki Dońskiej. W miastach regionu, głównie Rostowie i Taganrogu, poparcie dla bolszewików było w tym momencie bardzo wysokie. 26 lutego 1918 r. Władimir Antonow-Owsiejenko, dowodzący oddziałami czerwonych na froncie południowym, zwrócił się do Lenina z prośbą o wyrażenie zgody na utworzenie kozackiej autonomii. Lenin wyraził zgodę, nakazując jedynie, by miejscowy zjazd rad opracował program reformy rolnej. Faktyczną kontrolę nad sytuacją mieli nie lokalni przywódcy bolszewiccy, działacze komitetów rewolucyjnych z Rostowa i Taganrogu oraz kozackiego komitetu wojskowo-rewolucyjnego utworzonego w stanicy Kamienskiej (w styczniu 1918 r.), ale dowódcy wkraczających nad Don oddziałów Armii Czerwonej na czele z Rudolfem Siwersem. Działali oni niezależnie nawet od Rady Komisarzy Ludowych i kierownictwa partii bolszewickiej.
W opanowanych przez czerwonych miastach panowała anarchia, potęgowana przez napływanie na teren republiki zdemoralizowanych żołnierzy, którzy uciekali do Rostowa z opanowanej przez Niemców Ukrainy. Dopuszczali się oni aktów przemocy i grabieży. Równocześnie Siwers polecił rozstrzeliwać bez sądu wszystkich byłych żołnierzy białej Armii Ochotniczej, którzy pozostali w mieście. Ofiarami samosądów padali również byli oficerowie armii carskiej, nawet, jeśli w rozwijającej się rosyjskiej wojnie domowej nie brali dotąd aktywnego udziału. Zlikwidowano mienszewickie pismo „Raboczeje Dieło”, a następnie utworzone w jego miejsce „Raboczeje Słowo”. Z rąk zdemoralizowanych żołnierzy zginął czołowy działacz miejscowych mienszewików P. Kałmykow. W Taganrogu bolszewicy rozstrzelali kilkudziesięciu byłych oficerów armii carskiej w odwecie za krwawe tłumienie powstania robotniczego w styczniu-lutym 1918 r. Rozmiary przemocy sprawiły, że ludność miast regionu dońskiego odwróciła się od czerwonych. Mniejszą skalę terror przybrał na wsi, w stanicach kozackich.
W celu powstrzymania samowoli dowodzący siłami czerwonych na froncie południowym Władimir Antonow-Owsiejenko zaapelował do Lenina o wysłanie nad Don swojego przedstawiciela, jednak przywódca bolszewików nie wskazał nikogo odpowiedniego i zasugerował, by przedstawicielem centralnej Rady Komisarzy Ludowych w Rostowie został sam Antonow-Owsiejenko. Ten z kolei skierował do Rostowa komisarza Wojciechowskiego, z nieograniczonymi pełnomocnictwami. Jego działania ostatecznie skompromitowały władzę radziecką. Wojciechowski porozumiał się z Siwersem i odtąd wspólnie sprawowali faktyczną władzę w republice, przeprowadzając siłowe rekwizycje żywności, konfiskaty majątku zamożnych mieszkańców miast i utrzymując politykę terroru. Znacjonalizowane zostały fabryki i kopalnie.
W obliczu zbliżających się wojsk niemieckich miejscowi działacze postanowili, ponownie bez akceptacji Rady Komisarzy Ludowych, proklamować niepodległe państwo. Mieli nadzieję, że w takiej sytuacji Niemcy stracą pretekst do marszu nad Don pod hasłem wspierania samostanowienia narodów. Decyzję o proklamowaniu 23 marca 1918 r. Dońskiej Republiki Radzieckiej podjął komitet rewolucyjny w Rostowie, nie czekając na planowany zjazd rad.
Bolszewicy podjęli próbę utworzenia w republice nowej administracji lokalnej – rozwiązali dumy miejskie i rozpisali wybory do rad, w których głosować mogli wszyscy obywatele, którzy ukończyli 20 lat, poza kupcami, duchownymi, byłymi carskimi policjantami i oficerami. W wielu kozackich stanicach wybory nigdy się jednak nie odbyły, a przewodniczącymi rad ogłoszono dotychczasowych atamanów stanicznych.
Zjazd Rad Robotniczych i Kozackich Dońskiej Republiki Radzieckiej odbył się 9 kwietnia 1918 r. w Rostowie nad Donem. Obok debat o nacjonalizacji przemysłu i reformie rolnej (w tym parcelacji ziemi zamożnego kozactwa) odbyła się na nim dyskusja o tym, czy republika powinna zaakceptować traktat brzeski. W imieniu bolszewików do zgody na traktat nakłaniał Sergo Ordżonikidze, podczas gdy lewicowy eserowiec Borys Kamkow agitował za odrzuceniem pokoju. Ostatecznie stanowisko bolszewików zwyciężyło w głosowaniu (348 głosów przeciwko 106), jednak krótko potem wojsko niemieckie przystąpiło do dalszego marszu w kierunku Donu. Bolszewicy zaczęli wówczas przekonywać do wspierania „wojny rewolucyjnej”.

### Funkcjonowanie
Zjazd rad powołał swój centralny komitet wykonawczy, a ten z kolei utworzył republikańską Radę Komisarzy Ludowych (Sownarkom), której przewodniczącym został Fiodor Podtiołkow. Stolicą republiki został Rostów nad Donem. Przez cały okres istnienia republiki w jej rządzie funkcjonowały zwalczające się frakcje. Podtiołkow, dowódca zrewolucjonizowanych Kozaków dońskich, nigdy nie podejmował w republice kluczowych decyzji, władza pozostała w rękach Siwersa i Wojciechowskiego. Podtiołkow bez powodzenia oprotestowywał decyzje komisarza, w krótkim czasie stosunki między Siwersem i Wojciechowskim a Podtiołkowem stały się na tyle złe, że obie strony groziły sobie nawzajem aresztowaniem.
Na terenie Dońskiej Republiki Radzieckiej władze uderzyły również w Rosyjską Cerkiew Prawosławną. Według utworzonej w 1919 r. przez białych, już po upadku republiki, komisji śledczej, piętnastu kapłanów zostało zamordowanych przez czerwonych. Prawosławny biskup nowoczerkaski był więziony przez dziesięć dni na przełomie lutego i marca 1918 r. Odnotowano przypadki, gdy ludność stawała w obronie represjonowanych duchownych.
Opór przeciwko władzy bolszewików pojawił się najwcześniej w kozackich stanicach. Organizowali go kozaccy przywódcy, których dawne przywileje zostały skasowane przez rewolucyjne władze i ci, którzy nie mogli pogodzić się faktem, iż władza w obwodzie Wojska Dońskiego została odebrana samym Kozakom przez przybyłych z zewnątrz. Jako pierwsze przeciwko bolszewikom aktywnie wystąpiły najzamożniejsze stanice w rejonie Nowoczerkasska, najbardziej dotknięte przymusowymi rekwizycjami żywności i samowolą żołnierzy powracających z frontu. Ponadto wielu młodych Kozaków, którzy podczas I wojny światowej było pod wpływem bolszewickich agitatorów, po powrocie do rodzinnych stanic odsunęło się od czerwonych, ulegając z kolei autorytetowi starszych Kozaków, konsekwentnie negatywnie nastawionych do rewolucji.

### Bunt Kozaków przeciwko bolszewikom
W kwietniu 1918 r. W. Gołubow, który w styczniu tego samego roku porzucił siły Kaledina i na czele czerwonych oddziałów, w porozumieniu z Podtiołkowem, zajął Nowoczerkask, wezwał Kozaków ze stanic w rejonie miasta do buntu przeciwko bolszewikom. Nie zdobył jednak zaufania Kozaków. Niemniej trzy dni później, 10 kwietnia 1918 r., Kozacy w stanicy Kriwianskiej otoczyli i zabili cały oddział czerwonych przybyły na kolejną rekwizycję żywności. Postanowili zgromadzić większe siły i uderzyć na Nowoczerkask, a swoim dowódcą okrzyknęli esauła Fietisowa, jedynego obecnego na miejscu oficera. 14 kwietnia Fietisow przeprowadził improwizowany rajd na Nowoczerkask, który zakończył się niepowodzeniem, ale pozwolił uwolnić aresztowanych w mieście oficerów, którzy przyłączyli się do sił antybolszewickich. Dowódcą kozackich armii, jeszcze przed ich utworzeniem, mianowano K. Polakowa. Do 23 kwietnia zebrał on pod swoim dowództwem siły liczące sześć i pół tysiąca uzbrojonych Kozaków, z centrum dowodzenia w stanicy Zapławskiej. Bolszewicy mogli stłumić kozackie wystąpienie już na jego początku, gdyż 17 kwietnia pokonali tworzące się oddziały kozackie w otwartej bitwie, jednak po ich wycofaniu się do stanic Kriwianskiej i Zapławskiej nie zdecydowali się kolejne uderzenie, biernie przyglądając się rozwojowi wrogich sił. Obydwie strony cechował bardzo niski poziom dyscypliny. Zarówno siły czerwonych, jak i oddziały kozackie po porażkach ulegały częściowemu rozproszeniu, a niektóre oddziały Kozaków dopuszczały możliwość negocjowania z bolszewikami. Inne organizowały się nie tyle po to, by walczyć z bolszewikami, co w celu atakowania osad zamieszkiwanych przez ludność niekozacką (inogorodnych). 23 kwietnia Polakow połączył siły z atamanem Popowem, działającym na lewym brzegu Donu, pod komendą którego znajdowało się ok. tysiąca-dwóch tysięcy Kozaków. Z kolei gen. Piotr Krasnow, który ówcześnie przebywał w stanicy Konstantinowskiej, odmówił przejęcia dowództwa nad siłami antybolszewickimi, nie wierząc w powodzenie ich działań. Polakow i Popow nie porozumieli się co do kierunku dalszych działań. O upadku Dońskiej Republiki Radzieckiej przesądził nie bunt części Kozaków (bolszewicy nadal mieli po swojej stronie część inogorodnych i robotników z ośrodków przemysłowych), a pojawienie się w regionie wojsk niemieckich oraz wspieranych przez nich białych sił płk. Michaiła Drozdowskiego (drozdowców).

### Upadek Dońskiej Republiki Radzieckiej
Wojska niemieckie, które wiosną 1918 r. opanowały całe terytorium Ukrainy, 26 kwietnia wkroczyły od strony Ługańska na terytorium dawnego Obwodu Wojska Dońskiego, zaś 1 maja weszły do Taganrogu. Miejscowi bolszewicy postanowili podjąć próbę obrony Dońskiej Republiki Radzieckiej, chociaż Rada Komisarzy Ludowych zalecała im wycofanie się. Utworzyli nadzwyczajny sztab obrony republiki z Ordżonikidze, Podtiołkowem, M. Kriwoszłykowem, I. Doroszewem i W. Kowalowem. Ogłosili „wojnę rewolucyjną”, planowali obronę Rostowa i masową mobilizację. Nie byli jednak w stanie jej przeprowadzić, gdyż ludność przekonana o rychłym nadejściu Niemców nie słuchała już ich rozkazów. Nie zdając sobie sprawy z tego, jak poważna była zmiana sympatii wśród Kozaków w północnej części republiki, Fiodor Podtiołkow razem z komisarzem Michaiłem Kriwoszłykowem i 79-osobowym oddziałem udał się tam, by organizować nowe oddziały rewolucyjnego kozactwa. Jego oddział został pojmany, a wszyscy jego członkowie straceni.
4 maja 1918 r. siły Drozdowskiego przystąpiły do oblężenia Rostowa i były bliskie zajęcia miasta już w pierwszym szturmie. Bolszewicy byli przekonani, że są atakowani przez wojska niemieckie, z którymi, jak polecała Rada Komisarzy Ludowych, mieli unikać walki. Tymczasem zebrane na południu republiki dońskiej siły dowodzone przez Polakowa przystąpiły, niezależnie od Niemców, do ataku na Nowoczerkask. 6 maja miasto zostało zajęte, bolszewicy starali się przeprowadzić kontratak, jednak do Kozaków przyłączyli się drozdowcy, rozstrzygając o wyniku starcia. Tego samego dnia Niemcy zajęli Rostów, nie napotykając oporu. Przywódcy obalonej Dońskiej Republiki Radzieckiej wycofali się do Carycyna. Część żołnierzy czerwonych w rozsypce opuściła miasto, inni pozostali na miejscu, gdyż stracili kontakt ze swoimi jednostkami. Niemcy rozbroili ich i umożliwili im odejście z Rostowa. Wielu lokalnych działaczy bolszewickich w regionie dońskim padło jednak ofiarą terroru zwycięskich Kozaków. Władza nad Donem przeszła w ręce przywódców kozackich, antyrewolucyjnych i proniemieckich. Miejsce Dońskiej Republiki Radzieckiej zajęła proklamowana 18 maja 1918 Republika Dońska (Wszechwielkie Wojsko Dońskie).
Formalnie państwo zostało zlikwidowane dopiero 30 września 1918 decyzją Wszechrosyjskiego Centralnego Centralnego Komitetu Wykonawczego (WCIK).

## W literaturze
Obraz walk nad Donem między Kozakami-zwolennikami rewolucji a jej przeciwnikami zawarty jest w powieści Michaiła Szołochowa Cichy Don.